# Álfheim
Na mitologia nórdica, Álfheim (em nórdico antigo:  Álfheimr, "lar dos elfos") é um dos nove mundos, e o domicílio dos Álfar (elfos). O nome aparece, também, em baladas escocesas sob a forma de Elfhame e Elphame. É também um nome antigo para o território que existe entre o que, atualmente, é o rio Glomma na Noruega e o rio Gota na Suécia.

## A Morada Élfica

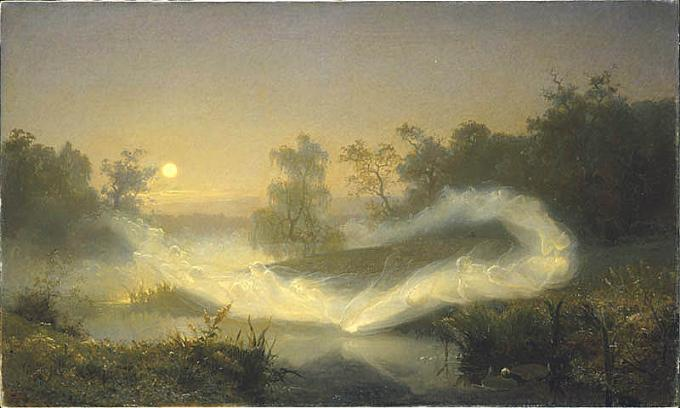
A pintura retrata um "Círculo de Fadas", que seria como um portal para outro mundo. Esse mundo poderia ser Álfheim.

### Em Textos Nórdicos
Alfheim como a morada do elfos é mencionado somente duas vezes nos velhos textos nórdicos.
O poema édico Grímnismál descreve doze moradias divinas, iniciando a estrofe 5 com:

Ydalir chama eles do lugar de Ull
Um salão construído para si mesmo
E Alfheim, os deuses para Frey uma vez deram
Como um presente de dente em tempos antigos

Um presente de dente era um presente dado a uma criança na queda do seu primeiro dente. Veja fada dos dentes.
Snorri Sturluson no Gylfaginning relaciona Alfheim como o primeiro de uma série de mundos do céu:

O que é chamado de Alfheim, o lugar onde residem o povo chamado elfos luminosos (ljósalfar); mas os elfos escuros (Svartálfar) habitam em baixo, na terra, e eles são diferentes na aparência, mas muito mais diferentes na natureza. Os elfos luminosos são justos como o sol, mas os elfos escursos são piores do que o piche.

No mesmo poema, enquanto o autor discursa sobre um salão chamado Gimlé e sobre a zona mais ao sul do céu, que sobreviverá mesmo quando a terra e o céu forem destruídos, há uma nova explicação sobre o lugar:

É dito que existe um outro céu, em direção ao sul e ascendente a este, e é chamado Andlang (Andlangr ou Endlong), mas o terceiro céu ainda está acima deste, e é chamado Vídbláin (Vídbláinn ou Largo-azul) e é neste céu que nós pensamos estar a moradia. Mas nós acreditamos que ninguém além dos elfos luminosos habitam estas mansões agora.

Não há indicação se estes céus são idênticos a Alfheim ou distintos. Em alguns textos aparecem Vindbláin (Vindbláinn ou Vento-azul) no lugar de Vídbláin.
Os estudiosos modernos especulam (às vezes estabelecendo como fato) que Alfheim era um dos nove mundos (heima) mencionados na segunda estrofe do poema édico Völuspá.

### Em Textos Ingleses
Nas diversas baladas inglesas e escocesas sobre as fadas e suas doutrinas, o reino destes povos são chamados Elphame ou Elfhame, às vezes também traduzidos como Elfland ou Elfenland. A rainha das fadas é chamada, frequentemente, de "Rainha de Elphame" nas baladas, tais como a de Thomas the Rhymer:

'Eu não sou a Rainha do Céu, Thomas,
Este o nome não me pertence;
Eu sou apenas a Rainha de Elphame
Saindo a caçar em minha montaria.'

Elfhame, ou Elfland, são descritas em uma grande variedade de formas nestes baladas e histórias. Geralmente são místicas e benevolentes, mas também, às vezes, sinistras e malignas. O misteriosismo da terra, e seus poderes do além são a fonte do ceticismo e desconfiança em muitos contos. Os exemplos das viagens ao reino dos elfos/fadas incluem "Thomas the Rhymer" e o conto de fadas "Childe Rowland", sendo que o último tem um ponto de vista particularmente negativo sobre o mundo dos elfos.

### Usado por J. R. R. Tolkien
O escritor inglês J. R. R. Tolkien transformou em inglês, Elvenhome, o nome em nórdico arcaico, Alfheim. Em seus contos, Elvenhome é imaginado como uma região litorânea das Terras Eternas, no oeste distante. O Grande Rei dos elfos do oeste era Ingwë, derivado do nome Yngvi, encontrado frequentemente como um sinônimo para Frey, que habitava Alfheim de acordo com o Grímnismál.

## A Região na Escandinávia

### Sobre a Região e seus Povos
Na saga de Ynglinga, quando é relacionado os eventos do reino do Rei Gudrodo (Guðröðr) o Caçador relata:

Álfheim, nesse tempo, era o nome da terra entre o Raumelfr (Rio do elfo Raum, o Rio Glomma, atualmente) e Gautelfr (Rio do elfo Gaut, o rio Gota, atualmente).

As palavras "nesse tempo" indicam que o nome para a região era arcaico ou obsoleto pelo século XIII. A sílaba elfr é uma palavra comum para "rio" e aparece em outros nomes de rios. Ela é cognata com a palavra elve, do baixo-alemão médio ("rio") que deu origem ao nome do Rio Elba. O Raum Elf marcou a beira da região de Raumaríki e o Gaut Elf marcou a beira de Gautalândia (Gotalândia moderno). Corresponde, aproximadamente, à província histórica sueca de Bohuslän.
O nome Alfheim provavelmente não tem nenhuma relação com com Álfar Elves, mas pode se derivar de um palavra que signifique 'camada de cascalhos'.
Entretanto, em A Saga de Thorsteins, filho de Viquingue, há referências que indicam que os dois rios e o país foram nomeados pelo Rei Elfo, o Velho (Álfr hinn gamli) que governou uma vez o país. Todos seus descendentes eram relacionados aos elfos e sua aparência era considerada a mais formosa entre todas as pessoas. O Sögubrot af Nokkrum menciona também os maravilhosos olhares especiais dos parentes do Rei Elfo, o Velho.

### As tradições de Elfo, o Velho
De acordo com o A Saga de Thorsteins, filho de Viquingue, o Rei Elfo, o Velho, foi casado com Bryngerd (Bryngerðr), a filha do Rei Raum de Raumaríki. Mas de acordo com o Hversu Noregr byggdist ("Como a Noruega foi habitada"), Elfo, chamado de Finnálf, era um filho do Rei Raum, e herdou de seu pai a terra a partir do norte do rio Gota até o rio Glomma, e aquela terra foi chamada, então, Alfheim.
Finnálf se casou com Svanhild (Svanhildr), que foi chamada "Pena de Ouro" (Gullfjoðr) e era a filha de Day (Dagr), filho de Dayspring (Dellingr), e Sol (Sól), filha de Mundilfari. O Dag, como personificação do dia e a deusa do sol, Sól, são mencionados em outros textos, mas somente em Hversu Noregr byggdist é mencionada a filha dos dois. Svandhild deu à luz um filho de Finnálf, que foi chamado Svan, o Vermelho (Svanr inn Rauðr), que foi pai de Sæfari, pai de Úlf(Úlfr), pai de Elfo, pai de Ingimundo (Ingimundr) e de Eystein (Eysteinn).
De acordo com o poema édico Hyndluljód (estrofe 12), Óttar, cuja genealogia é o assunto principal deste poema, era filho de Innstein (Innsteinn), filho de Elfo, o Velho, filho de Ulfo, filho de Sæfari, filho de Sueno, o Vermelho. Assim, o Innstein do Hyndluljód e o Eystein do Hversu Noregr byggdist são, presumidamente, a mesma pessoa.

### Os Reis Antigos de Alfheim

#### Sobre as Lendas
Diversos reis antigos são mencionados em algumas sagas.
De acordo com Saxão Gramático (historiador dinamarquês que viveu entre 1150 a 1220), em seu oitavo livro (Feitos dos Danos), os filhos do Rei Gandalfo, o Velho se reuniram com o Rei Haroldo para a batalha de Bråvalla. O Sogubrot nomeia os filhos de Gandolfo como Álfar (Álfarr) e Álfarin (Álfarinn) e os coloca como membros da guarda do Rei Haroldo. Se presume que ambos morreram na batalha. Mas o reino de Gandolfo não é identificado nestes textos.
O Sögubrot relaciona também que Sigurd Hring (Sigurðr Hringr), que era vice-rei de Haroldo no trono sueco, se casou com Álfhild, filha do Rei Elfo, o Velho, de Álfheim. Mas em uma passagem anterior ela aparece como um descendente do rei Álf. O Hversu Novegr byggdist, ao contrário, fornece outra linhagem do Rei Elfo, o Velho, de Álfheim, que seria pai de Álfgeir, que seria pai de Gandalfo, que seria pai de Álfhild, que seria mãe do Ragnar Lodbrok (com Sigurdo, o Anel). O pai de Álfhild seria o mesmo Gandalfo cujos filhos participaram da batalha de Bravalla, onde seu desempenho é considerado legendário. Mas esta genealogia pode ser resultado de problemas na identificação de Gandalfo, o Velho, da batalha de Bråvalla, com Gandalfo, filho de Álfgeir, da Saga Ynglinga, que é discutida mais tarde. Se o dois Gandalfos forem a mesma pessoa, a cronologia apresenta diversas falhas de interpretação.
Em todos estes testemunhos escritos, o filho de Hring e Álfhild era, supostamente, o famoso Ragnar Lodbrok, esposo de Aslauga (Áslaugr), que foi mãe de Sigurdo Hart (Sigurðr Hjort), cuja filha Raguenilda (Ragnhildr) se casou com Haldano, o Negro e, com ele, deu à luz Haroldo Cabelo Belo, o primeiro rei histórico de toda a Noruega.

#### História
A Saga dos Inglingos, Saga de Haldano, o Negro, e a Saga de Haroldo Cabeço Belo, todas incluídas no Heimskringla, contam sobre o fim dos reis de Alfheim ao final do período legendário:
- Elfo: sua filha, Álfhild (Álfhildr) se casou com o Rei Gudrodo, o Caçador de Romerícia e do Folde Ocidental, e levou como dote a metade do território de Vingulmork. Ela deu à luz um filho chamado Olavo (Óláfr), que mais tarde ficou conhecido como Elfo de Geirstado (Geirstaða-Álfr), o meio-irmão mais velho de Haldano, o Negro.
- Álfgeir: Ele era filho de Elfo. Reinou sobre Vingulmork e deixou seu filho, Gandalfo (Gandalfor) como sucessor.
- Gandalfo: Era filho de Álfgeir. Como este Gandalfo era um contemporâneo mais antigo de Haroldo Cabelo Belo, e considerando que os históricos líderes viquingues se identificavam como filhos de Ragnar Lodbrok, por tradição; não é impossível que Álfhild, suposta mãe de Ragnar Lodbrok, seja filha deste Gandalfo como Hversu Noregr byggdist proclama. O Heimskringla nos indica que, após muitas batalhas inconclusivas entre Gandalfo e Haldano, o Negro, Vingulmork foi dividida entre eles, e Haldano manteve a parcela que tinha recebido como dote da primeira esposa do seu avô, Álfhild. Dois filhos de Gandalfo, Hisingo (Hýsingr) e Helsingo (Helsingr), mais tarde levantaram suas forças contra Haldano, mas morreram na batalha. Um terceiro filho, Haki, fugiu para Alfheim. Quando o filho de Haldano, Haroldo Cabelo Belo, sucedeu seu pai, Gandalfo e seu filho Haki refizeram a aliança para atacar o jovem Haroldo. Haki foi morto, mas Gandalfo escapou. Ainda houve mais uma guerra entre Gandalfo e Haroldo. Nesta última, Gandalfo morreu na batalha e Haroldo tomou para si toda a terra de Gandalfo até o Rio de Raum Elfo sem, contudo, conquistar a própria Alfheim.

No entanto, partes mais antigas da saga mostram Haroldo no controle de toda terra ao oeste do Rio de Gauto Elfo, o que indica que Alfheim se transformou parte de seu reino. A partir desse ponto, Alfheim não existia mais como uma região independente. A Saga de Haroldo Cabelo Belo relaciona que as terras foram conquistadas primeiramente pelo Rei sueco Érico Anundsson (Erik Anundsson), que as perdeu mais tarde para Haroldo Cabelo Belo.